# Lama-Kara
Pour les articles homonymes, voir Kara et Lama.
Lama-Kara est l'ancien nom de la ville de Kara. 

## Géographie
C'est le chef-lieu de la région de la Kara et la troisième grande ville du Togo après Lomé la capitale et Sokodé.

## Vie économique
- Grand marché de Kara
- Marché au bétail à Kara-Sud

## Lieux publics
- Palais des congrès de Kara
- Place de la Victoire